# Linia kolejowa nr 261
Linia kolejowa nr 261 – rozebrana linia kolejowa, łącząca stację Sątopy-Samulewo ze stacją Reszel.